# Hans Podlipnik Castillo
Hans Podlipnik Castillo (9 januari 1988) is een tennisspeler uit Chili. Hij heeft één ATP-toernooi gewonnen in het dubbelspel en eenmaal in een finale gestaan. Hij heeft achttien challengers in het dubbelspel op zijn naam staan.

## Palmares
| Nr.                                   | Datum             | Toernooi      | Ondergrond    | Partner           | Tegenstanders in finale                | Score             |         |
| ------------------------------------- | ----------------- | ------------- | ------------- | ----------------- | -------------------------------------- | ----------------- | ------- |
| gewonnen finales mannendubbelspel     |                   |               |               |                   |                                        |                   |         |
| 1.                                    | 11 februari 2018  | ATP Quito     | gravel        | Nicolás Jarry     | Austin Krajicek Jackson Withrow        | 6-3, 6-4          | details |
| verloren finales mannendubbelspel     |                   |               |               |                   |                                        |                   |         |
| 1.                                    | 5 augustus 2017   | ATP Kitzbühel | gravel        | Andrei Vasilevski | Pablo Cuevas Guillermo Duran           | 4-6, 6-4, [10-12] | details |
| gewonnen challengers mannendubbelspel |                   |               |               |                   |                                        |                   |         |
| 1.                                    | 20 september 2014 | Meknes        | gravel        | Stefano Travaglia | Gerard Granollers Jordi Samper-Montana | 6-2, 6-7, [10-7]  |         |
| 2.                                    | 15 februari 2015  | Santo Domingo | gravel        | Roberto Maytin    | Romain Arneodo Benjamin Balleret       | 6-3, 2-6, [10-4]  |         |
| 3.                                    | 26 april 2015     | Vercelli      | gravel        | Andrea Arnaboldi  | Sergey Botov Michail Jelgin            | 6-7, 7-5, [10-3]  |         |
| 4.                                    | 3 mei 2015        | Ostrava       | gravel        | Andrej Martin     | Roman Jebavy Jan Šátral                | 4-6, 7-5, [10-1]  |         |
| 5.                                    | 2 augustus 2015   | Biella        | gravel        | Andrej Martin     | Alexandru-Daniel Carpen Dino Marcan    | 7-5, 1-6, [10-8]  |         |
| 6.                                    | 9 augustus 2015   | Liberec       | gravel        | Andrej Martin     | Wesley Koophof Matwe Middelkoop        | 7-5, 6-7, [10-5]  |         |
| 7.                                    | 27 september 2015 | Campinas      | gravel        | Andres Molteni    | Guilherme Clezar Fabricio Neis         | 3-6, 6-2, [10-0]  |         |
| 8.                                    | 11 oktober 2015   | Sao Paulo     | gravel        | Caio Zampieri     | Nicolás Kicker Renzo Olivo             | 7-5, 6-0          |         |
| 9.                                    | 1 november 2015   | Lima          | gravel        | Andrej Martin     | Rogério Dutra Silva Joao Souza         | 6-3, 6-4          |         |
| 10.                                   | 22 november 2015  | Montevideo    | gravel        | Andrej Martin     | Marcelo Demoliner Gastao Elias         | 6-4, 3-6, [10-6]  |         |
| 11.                                   | 13 maart 2016     | Santiago      | gravel        | Julio Peralta     | Facundo Bagnis Maximo Gonzalez         | 7-6, 4-6, [10-5]  |         |
| 12.                                   | 24 april 2016     | Turijn        | gravel        | Andrej Martin     | Rameez Junaid Mateusz Kowalczyk        | 4-6, 7-6, [12-10] |         |
| 13.                                   | 10 juli 2016      | Cali          | gravel        | Nicolás Jarry     | Erik Crepaldi Daniel Dutra da Silva    | 6-1, 7-6          |         |
| 14.                                   | 8 januari 2017    | Happy Valley  | hardcourt     | Max Schnur        | Steven de Waard Marc Polmans           | 7-6, 4-6, [10-6]  |         |
| 15.                                   | 22 januari 2017   | Koblenz       | hardcourt (i) | Andrei Vasilevski | Roman Jebavy Lukas Rosol               | 7-5, 3-6, [16-14] |         |
| 16.                                   | 27 mei 2017       | Shymkent      | gravel        | Andrei Vasilevski | Clement Geens Juan Pablo Paz           | 6-4, 6-2          |         |
| 17.                                   | 12 augustus 2017  | Portoroz      | hardcourt     | Andrei Vasilevski | Lukas Rosol Franko Skugor              | 6-3, 7-6          |         |
| 18.                                   | 14 oktober 2017   | Tashkent      | hardcourt     | Andrei Vasilevski | Yuki Bhambri Divij Sharan              | 6-4, 6-2          |         |

## Resultaten grote toernooien
| Legenda | Legenda                          |
| ------- | -------------------------------- |
| g.t.    | geen toernooi gehouden           |
| l.c.    | lagere categorie                 |
| –       | niet deelgenomen                 |
| G       | uitgeschakeld in de groepsfase   |
| 1R      | uitgeschakeld in de eerste ronde |
| 2R      | uitgeschakeld in de tweede ronde |
| 3R      | uitgeschakeld in de derde ronde  |
| 4R      | uitgeschakeld in de vierde ronde |
| KF      | uitgeschakeld in de kwartfinale  |
| HF      | uitgeschakeld in de halve finale |
| F       | de finale verloren               |
| W       | het toernooi gewonnen            |
| w-v     | winst/verlies-balans             |

### Dubbelspel
| grandslamtoernooien   |     |      |      |        |
| Australian Open       | 1R  | –    | 3R   | 2-2    |
| Roland Garros         | –   | –    | 1R   | 0-1    |
| Wimbledon             | 2R  | KF   |      | 4-2    |
| US Open               | 1R  | 1R   |      | 0-2    |
| winst-verlies         | 1–3 | 3–2  | 2–2  | 6-7    |
| ATP World Tour Finals |     |      |      |        |
| ATP World Tour Finals | –   | –    |      | 0-0    |
| Olympische Spelen     |     |      |      |        |
| Olympische Spelen     | –   | g.t. | g.t. | 0-0    |
| statistieken          |     |      |      |        |
| totaal aantal titels  | 0   | 0    | 1    | 1      |
| eindejaarsranking     | 86  | 58   |      | n.v.t. |